# Elphos sauteri
Elphos sauteri là một loài bướm đêm trong họ Geometridae.